# Thurnsdorf
Thurnsdorf (bis 2013 Thurnstorf, früher auch Turnsdorf) ist eine Katastralgemeinde der Gemeinde St. Valentin im Bezirk Amstetten in Niederösterreich.
Der Ort heißt Thurnsdorf, die zugehörige Katastralgemeinde jedoch bis 2013 Thurnstorf. Denn mit der 4267. Verordnung des Bundesamtes für Eich- und Vermessungswesen wurde die Schreibweise von Thurnstorf auf Thurnsdorf abgeändert. Diese Verordnung trat am 1. Dezember 2013 in Kraft.

## Geschichte
Laut Adressbuch von Österreich waren im Jahr 1938 in Thurnsdorf ein Binder, ein Gastwirt, ein Wagner und einige Landwirte ansässig.

## Siedlungsentwicklung
Zum Jahreswechsel 1979/1980 befanden sich in der Katastralgemeinde Thurnsdorf insgesamt 503 Bauflächen mit 115.681 m² und 959 Gärten auf 1.097.473 m², 1989/1990 waren es 1061 Bauflächen. 1999/2000 war die Zahl der Bauflächen auf 2111 angewachsen und 2009/2010 waren es 1365 Gebäude auf 2633 Bauflächen.

## Landwirtschaft
Die Katastralgemeinde ist landwirtschaftlich geprägt. 760 Hektar wurden zum Jahreswechsel 1979/1980 landwirtschaftlich genutzt und 234 Hektar waren forstwirtschaftlich geführte Waldflächen. 1999/2000 wurde auf 772 Hektar Landwirtschaft betrieben und 241 Hektar waren als forstwirtschaftlich genutzte Flächen ausgewiesen. Ende 2018 waren 679 Hektar als landwirtschaftliche Flächen genutzt und Forstwirtschaft wurde auf 249 Hektar betrieben. Die durchschnittliche Bodenklimazahl von Thurnsdorf beträgt 41 (Stand 2010).